# 23XI Racing
23XI Racing (gesprochen Twentythree-Eleven Racing) ist ein US-amerikanisches Motorsport-Team, das in der NASCAR Cup Series antritt. Gegründet wurde das Team im Jahr 2020 von dem ehemaligen Basketball-Spieler Michael Jordan und dem NASCAR-Fahrer Denny Hamlin als Minderheitspartner. Gegenwärtig stellt das Team in technischer Allianz mit Joe Gibbs Racing die Toyotas mit den Startnummern 23 und 45, die von Bubba Wallace und Tyler Reddick gefahren werden, sowie die 67, in der in ausgewählten Rennen verschiedene Piloten aus dem Rennsport an den Start gehen.

## Geschichte

### Erste Gerüchte
Bereits im Sommer 2020 tauchten Gerüchte auf, dass Michael Jordan an Anteilen an Richard Petty Motorsports interessiert wäre, um so Bubba Wallace als einzigen afro-amerikanischen Fahrer in der höchsten NASCAR-Serie zu unterstützen. Dies wurde allerdings dementiert. Dazu kam auch, dass Wallace am 10. September 2020 ankündigte, nach Saisonende nicht weiter für RPM zu fahren.

### Gründung des Rennteams
Am 21. September 2020 kündigten Michael Jordan und Denny Hamlin an, zur Saison 2021 ein neues Rennteam an den Start zu bringen. Dabei wurde Hamlin, der nach wie vor für Joe Gibbs Racing fährt, nur als Minderheitspartner genannt. Als Fahrer war Bubba Wallace angedacht. Ein Name für das neue Team wurde zunächst nicht genannt, ebenso wenig eine Startnummer. Auch der Hersteller des Rennwagens wurde zunächst nicht mitgeteilt. Am 22. Oktober 2020 wurde das neue Team als 23XI Racing mit der Startnummer 23 offiziell vorgestellt. Der Name sowie die Startnummer beziehen sich zum einen auf Jordans Trikotnummer 23, die er den Großteil seiner Karriere über trug, sowie auf die Nummer 11, die Startnummer von Hamlin. Um an jedem Rennen in der Saison 2021 der NASCAR Cup Series teilnehmen zu können, wurde bereits im September 2020 vom Team Germain Racing eine garantierte Startberechtigung („Charter“) gekauft, da sich dieses Ende der Saison aus der Liga zurückziehen wollte. Man übernahm außerdem die Werkstatt von Germain Racing und legte sich bezüglich des Herstellers auf Toyota fest. Dazu wurde auch eine Allianz mit Joe Gibbs Racing eingegangen, um von deren Know-how zu profitieren.

### Wagen #23 (seit 2021)

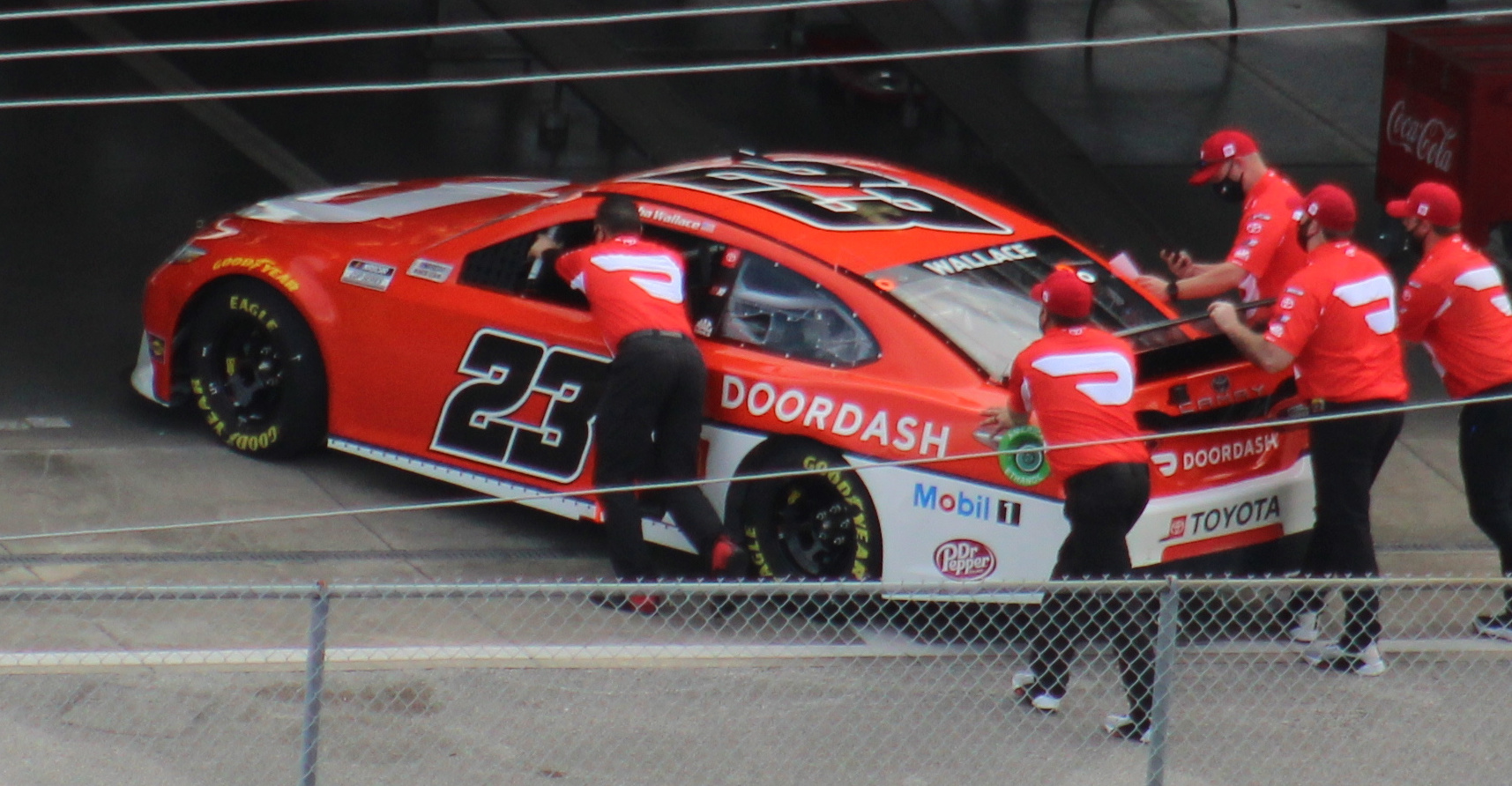
1. 23 vor dem 2021 Daytona 500

Zum Auftakt der 2021er Saison wurde die Nummer 23 zunächst von Ty Dillon (dem ehemaligen Fahrer der Nr. 13 von Germain Racing, der aufgrund eines gewonnenen Renn-Segments im Jahr 2020 startberechtigt war) gefahren, da Wallace nicht für den Busch Clash startberechtigt war.
Wallaces erster Einsatz in der Nummer 23 folgte dann zum 2021 Daytona 500. In seinem Duell erreichte er Platz 2, was für das Rennen selbst den 6. Startplatz bedeutete. Durch einen Unfall in der letzten Runde des Rennens erreichte er jedoch lediglich Platz 17. Am Ende der Saison, in der er auf dem Talladega Superspeedway sein erstes Cup-Series-Rennen gewann, stand Wallace mit 699 Punkten auf dem 21. Platz.
Die Saison 2022 begann für Wallace mit einem 2. Platz beim Daytona 500 hinter Austin Cindric. Nachdem es Wallace am Ende der regulären Saison nicht gelungen war, in die Play-offs einzuziehen, wurde bekanntgegeben, dass dieser anstelle von Ty Gibbs fortan in der #45 von Kurt Busch antritt, um für den Wagen in der Hersteller-Meisterschaft weiterhin Punkte sammeln zu können.
Zur NASCAR Cup Series 2023 kehrte Wallace wieder in die #23 zurück.

### Wagen #45 (seit 2022)

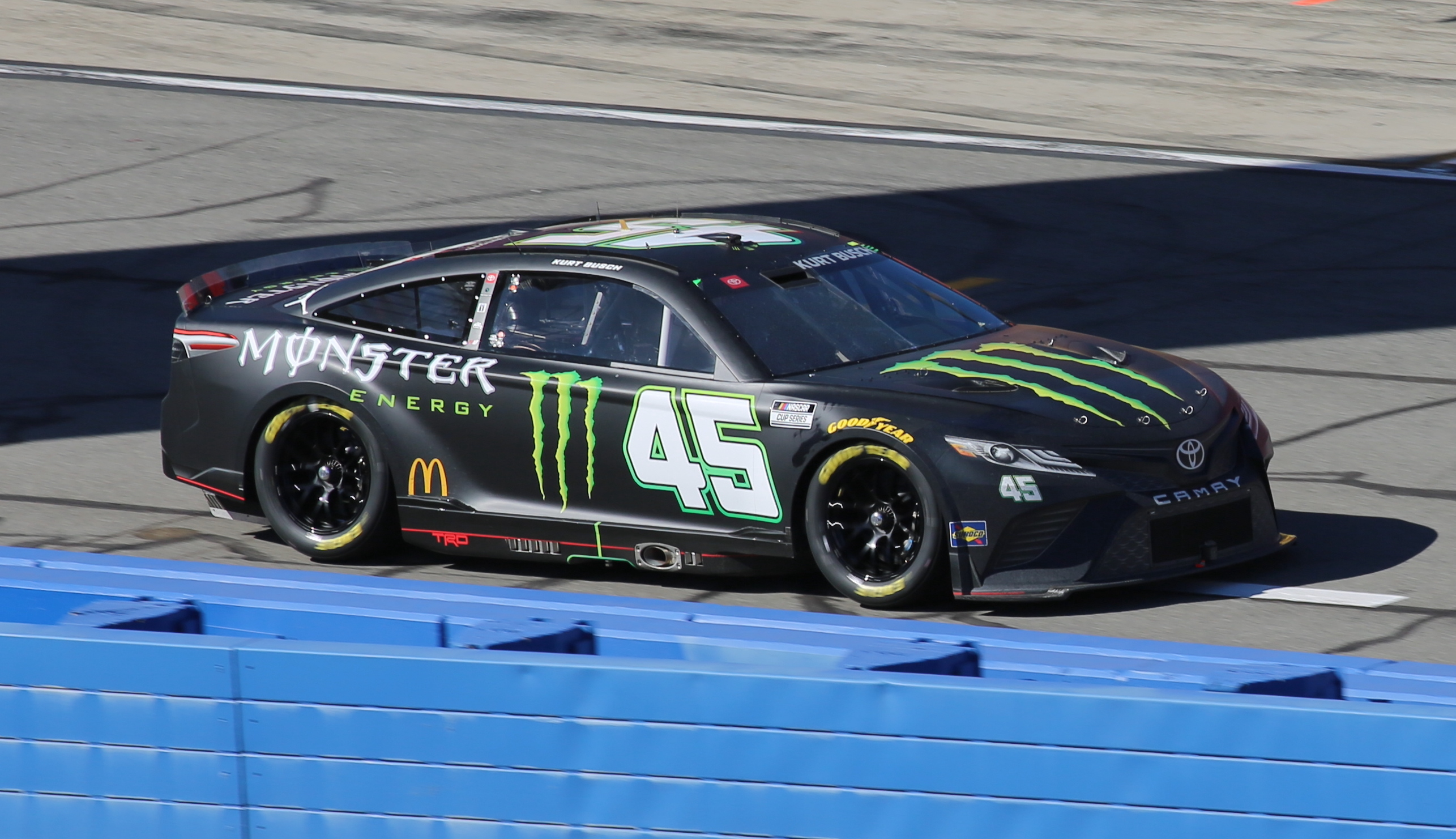
1. 45 auf dem Auto Club Speedway 2022

Im August 2021 gab 23XI Racing bekannt, dass Kurt Busch, Gewinner der Saison 2004, in der kommenden Saison mit der Nummer 45 für das Team antritt. Mit einem Betrag von 13,5 Millionen USD war der Kauf des garantierten Startplatzes von StarCom Racing der teuerste Charterkauf seit der Einführung des Systems im Jahr 2016. Busch wechselte gemeinsam mit seinem langjährigen Sponsor Monster Energy vom Team Chip Ganassi Racing, für das er seit 2019 gefahren war.
Während der Qualifikation für das 2022 M&M’s Fan Appreciation 400 auf dem Pocono Raceway im Juli, dem 21. Punkterennen der Saison, verletzte sich Busch bei einem Unfall und litt fortan unter Symptomen einer Gehirnerschütterung. Er wurde anschließend bis zum Ende der regulären Saison vom Xfinity-Series-Fahrer Ty Gibbs vertreten. Durch einen zuvor errungenen Sieg auf dem Kansas Speedway erfüllte Busch in dieser Saison zwar alle Kriterien, um an den Play-offs um die Meisterschaft teilzunehmen, er verzichtete jedoch auf seinen Platz, da seine Rückkehr wegen der Folgeerscheinungen des Unfalls nach wie vor nicht absehbar war. Nach dem Beginn der Play-offs fuhr Bubba Wallace zwischenzeitlich die #45, um für die Hersteller-Meisterschaft Punkte zu sammeln, für die Buschs Wagen – anders als ebenjener von Wallace – nach wie vor qualifiziert gewesen war.
Zur Saison 2023 wurde Tyler Reddick, der zuvor für Richard Childress Racing gefahren war, als Buschs Nachfolger für die #45 unter Vertrag genommen. Den ersten Rennsieg für sein neues Team fuhr Reddick in diesem Jahr beim EchoPark Automotive Grand Prix auf dem Circuit of The Americas ein.

### Wagen #67 (seit 2023)

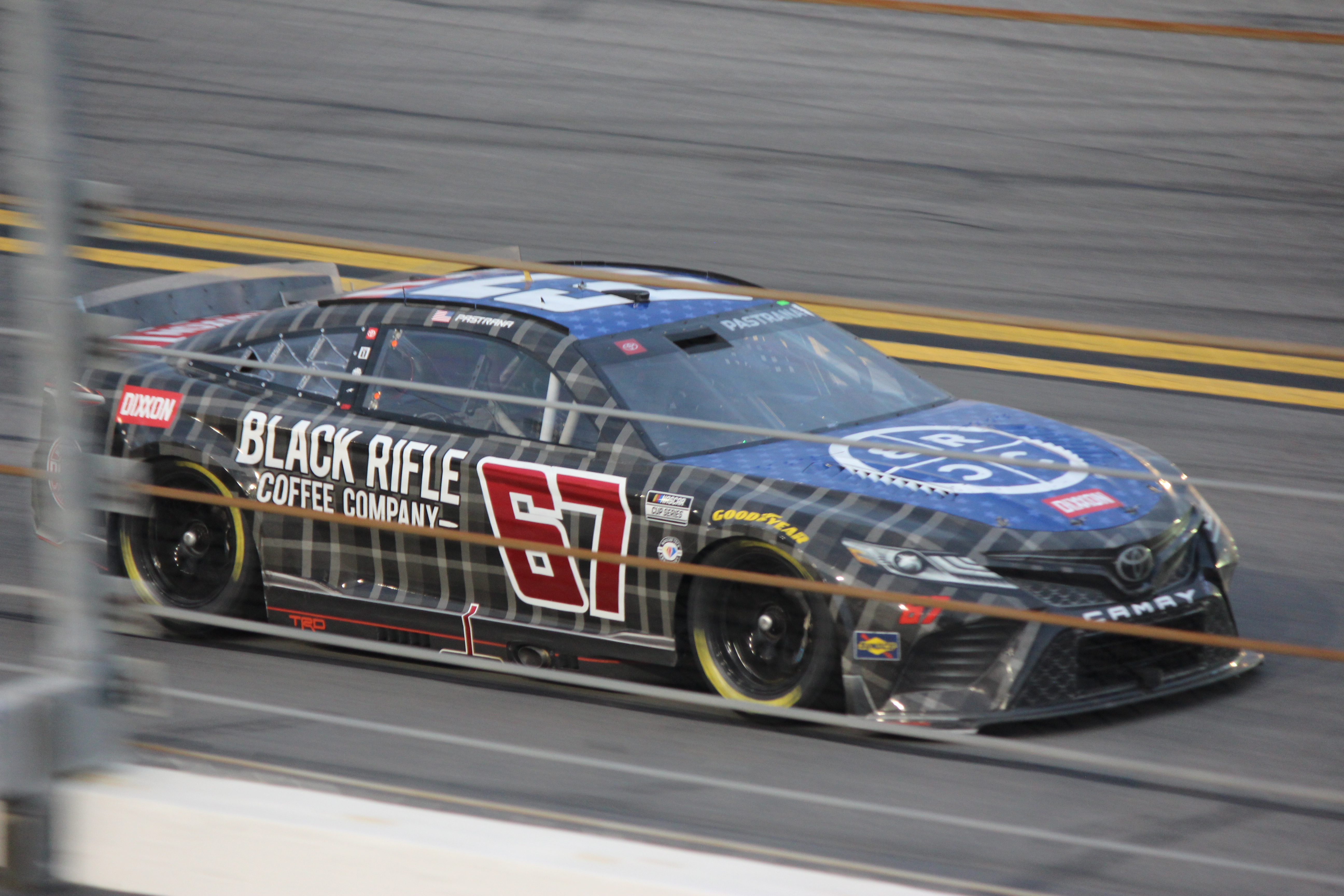
1. 67 beim Daytona 500 2023

An der 65. Ausgabe des Daytona 500, dem ersten Punkterennen der Saison 2023, nahm der US-amerikanische Motocrosspilot Travis Pastrana einmalig im Fahrzeug mit der Startnummer 67 teil. Er beendete das Rennen auf dem elften Platz.
Im Juni desselben Jahres wurde bekanntgegeben, dass der ehemalige Formel-1-Pilot Kamui Kobayashi beim Verizon 200 at the Brickyard auf dem Indianapolis Motor Speedway in dem Camry einmalig an den Start gehen soll.